# El botones Sacarino
El botones Sacarino es una serie de historieta cómica de España creada en 1963 por Francisco Ibáñez para la revista El DDT, y desarrollada posteriormente por otros autores.

## Trayectoria editorial
El botones Sacarino fue creado por Francisco Ibáñez en mayo de 1963 para El DDT en donde fue una serie secundaria que ocupaba una pequeña parte de la página. El personaje de Sacarino está fuertemente basado en el personaje franco-belga Gaston Lagaffe, más conocido en España como Tomás el Gafe, que fue creado por André Franquin en 1957. Ya que en España Gastón no era conocido durante los 70, Ibáñez aprovechó la ocasión para componer un híbrido de Spirou y Gaston, que dio como resultado al Botones Sacarino. Si se comparan las historietas de Sacarino y Gastón, en ocasiones pueden verse historietas con viñetas idénticas, donde sólo cambian los personajes, pero con las mismas situaciones y escenarios. Ibáñez explicó que el motivo de la creación de la historieta fue que quería mostrar el día a día de los trabajadores de la Editorial Bruguera.
En 1966 se introduce un nuevo director, ahora llamado el Dire, siendo el anterior ascendido al puesto de presidente, quien podía desituir al nuevo. En la tercera época de El DDT (1967-1977) se publica en la doble página central a todo color debido a que tenía una mayor popularidad entre los lectores. El personaje del presidente es dibujado al principio de espaldas o en la sombra con anillos de oro en los dedos. La estructura también cambia ya que es el director el que sufre los golpes del presidente, si bien luego él se muestra de forma tiránica con sus subordinados. Además el antiguo director cambia sus ropas negras por las azules oscuras.
En 1973 la editorial aprovecha su popularidad identificando al Tío Vivo con la historieta y se le asocia la cabecera de la revista. Dos años después, lanzaría "Sacarino" y "Super Sacarino", ambas de breve vida.
Ibáñez solo hizo Sacarinos entre los años 1960 y principios de los 1980, dejando de dibujarlos en la temporada 1981-1982, el motivo fue que trabajó exclusivamente en la realización de las aventuras de Mortadelo y Filemón. El resto de Sacarinos están dibujados por un equipo de Bruguera, pero no por el mismo Ibáñez (es decir, son apócrifos), al igual que ocurrió con muchas historietas de Mortadelo y Filemón. A estos Sacarinos se les distingue fácilmente porque en muchas ocasiones los personajes parecen no caber en las viñetas, y les cuesta desarrollar acciones como correr. Todo lo aparecido posteriormente son reediciones de lo ya dibujado, o historietas apócrifas.
Ibáñez volvería a recuperar al personaje en 1984 en la historieta de Mortadelo y Filemón Testigo de cargo.

## Argumento y personajes
- Sacarino es un chico joven ingenuo y un algo torpe, botones de un periódico llamado El aullido vespertino que posteriormente pasaría a serlo del DDT. Tiene múltiples tareas que realizar: limpiar y ordenar los despachos, llenar de tinta los tinteros, hacer todo tipo de recados, etc. Pero Sacarino siempre intenta escaquearse del trabajo para dormir, traer algún bicho a la oficina o jugar. Por culpa de sus juegos, Sacarino suele provocar líos, confusiones y jaleos en las oficinas, los cuales molestan o perjudican al director o al presidente. No suele darse cuenta del hecho, y cuando lo hace, prefiere esconderse en lugar de afrontarlo. El personaje está considerado como una especie de Tomás el Gafe vestido de Spirou.[6]

- El director de ediciones, o, como lo llama Sacarino, el dire es un hombre que siempre está enfadado, viste todo de negro y se preocupa mucho por agradar al presidente y a sus demás superiores. A cambio, es un pequeño abusón con los empleados. El director intenta siempre pillar a Sacarino in fraganti, pero lo único que consigue es que el presidente piense que él es el culpable de todo, llevándose todos los golpes por culpa de Sacarino. Este personaje está basado en Rafael González,[7] director de publicaciones de Editorial Bruguera.

- El presidente, o, como lo llama Sacarino, el presi, es el gerente de la empresa editora del periódico, solo por debajo de los accionistas. Tipo de temperamento colérico e irascible, aunque fácil de impresionar. Suele ser la víctima de los líos, confusiones y jaleos de Sacarino, pero las apariencias siempre señalan al director, al que casi siempre cree culpable.

En las primeras historietas de Sacarino no aparece el personaje del director. En un principio "el dire" era una caricatura de Rafael González, director de Bruguera, pero pronto este dejó de encontrarle la gracia al asunto, por lo que hubo que modificar el diseño del personaje, si bien mantuvo su carácter duro, lo que hace pensar que fuera autocrítica del propio González. En cierto modo fue una invención de Ibáñez, ya que en el Gastón original no figura.
El autor también aparece caricaturizado en algunas historietas, aunque lo cierto es que la mayor parte de los Sacarinos donde aparece Ibáñez no son dibujados por el mismo, sino por su equipo de colaboradores. La mayoría de ellos son identificables por la firma de su autor en la parte de arriba a la derecha.

### Personajes que aparecen en la serie de televisión

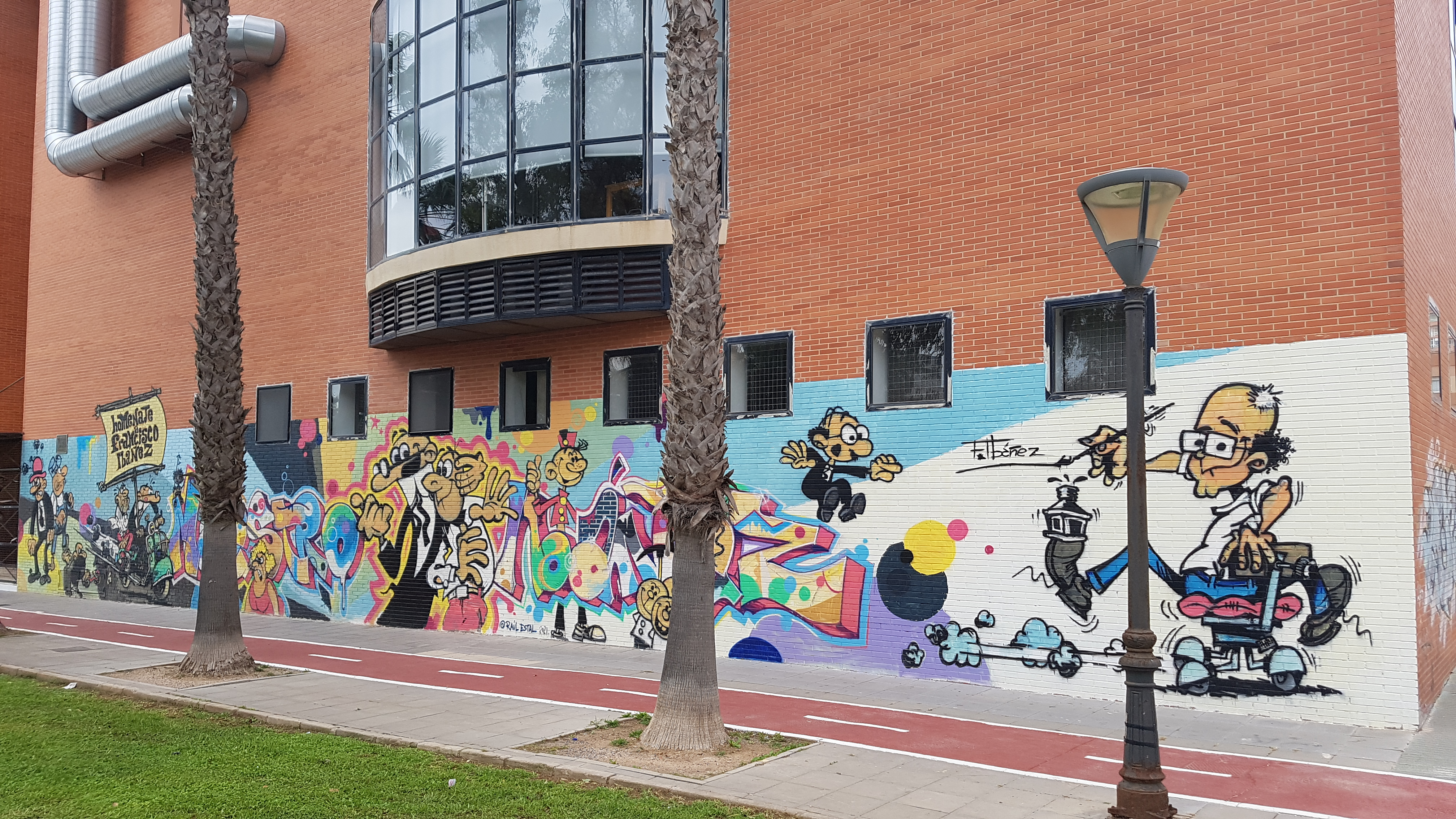
Pepe Gotera y Otilio, el Profesor Bacterio, Mortadelo y Filemón en moto, Ofelia, otra vez Mortadelo y Filemón, el Botones Sacarino, los niños malos del 3º derecha de 13, Rue del Percebe, Rompetechos y el propio Ibáñez representados en un mural de Cartagena.

- Tatú
- Dorita
- Don Octavio
- Chusi-Chusi
- Dulce
- Matilde
- Clotilde
- Yoyo
- Albertito.com
- Bego

## Ediciones
Sacarino ha aparecido en varias colecciones, además de tener su propia revista, y salir en otras como Tío Vivo, Súper Mortadelo, Mortadelo Especial o Pulgarcito. Ocasionalmente, también aparecían revistas efímeras bajo el nombre de "Sacarino Extra" o "Súper Sacarino". Ocasionalmente ha aparecido en algunas historietas de Mortadelo y Filemón, y en ocasiones se le presenta también como amigo de Tete Cohete. A continuación, se enumeran las distintas colecciones en las que aparecieron historietas completas de Sacarino.

### Ases del humor
Colección de pasta dura que empezó en el año 1969 y tuvo continuidad durante los 70.
- 15. Aquí hay tinta (1971).
- 19. Las chispeantes aventuras del botones Sacarino (1971).

### Alegres historietas
Esta colección surge en los 70. De Sacarino se conocen los siguientes números:
- 003. Los apuros del director (1971)
- 006. Las locuras de Sacarino (1971).
- 012. El terror de la oficina (1972).
- 015. Un botones muy fino (1972).
- 022. La oficina loca (1973).

### Colección Olé
Los siguientes números se editaron durante la década de los 70 y los 80, al principio bajo la editorial Bruguera y más tarde como Ediciones B. Son 19 números sólo de Sacarino, y 2 compartidos. En esta época, al igual que ocurre con Mortadelo y Filemón, aparecieron varias historietas largas, aunque ninguna de ellas dibujada por Ibáñez.
- 003. Líos en la oficina
- 015. Campeón del desatino
- 053. La pesadilla del dire
- 062. La oficina de la mala pata
- 068. Ingenioso y retozón
- 080. Catástrofes a granel
- 084. Cataclismos sin fin
- 109. Combinado de risas (junto a Pepe Gotera y Otilio y Rompetechos)
- 122. Peripecias sin fin (junto a Pepe Gotera y Otilio)
- 132. El terror de la oficina
- 260. Sálvese quien pueda
- 261. A bocinazo limpio
- 266. El café de la oficina
- 268. Igual que un huracán
- 275. Más genial cada día
- 284. El despiste en persona
- 288. En el país del petrodólar (guion de Jesús de Cos)
- 289. Campeón de desastres
- 307. El retorno de Titi (dibujos de Miguel Fernández)
- 311. El escarabajo de oro
- 314. El año internacional de la juventud

Sacarino apareció en numerosos números de Mortadelo y Filemón como relleno para las páginas del final, aunque la mayoría de estas historietas están incluidas en los tebeos antes enumerados.

### Magos del Humor- Pasta dura Ediciones B
Esta colección surge a finales de los 90, aunque en realidad son las mismas historietas de siempre bajo un formato de pasta dura. Sólo salieron 2 números y casi al final de la colección. Tiene su origen en la colección "Alegres Historietas" de los 70.
- 048. Un botones muy fino
- 085. El terror de la oficina

### Historietas largas
- 1. La amenaza (dibujos de Jordi David Redó) (Mortadelo 628-635, julio-agosto de 1983) (Olé 282, 1983)
- 2. En el país del petrodólar (guion de Jesús de Cos) (Mortadelo Especial ¿?-169, 1983) (Olé *288, 1984)
- 3. El loco del Fuji-Yama (Mortadelo 175-182, febrero-marzo 84) (Olé 294, 1984)
- 4. El retorno de Tití (dibujos de Miguel Fernández) (Sacarino 71-74, desde febrero de 1985) (Olé 307, *1985)
- 5. El escarabajo de oro (Mortadelo 229-235)[10] (Olé 311, 1985)
- 6. El año internacional de la juventud (Pulgarcito 1-4, desde diciembre de 1985) (Olé 314, 1986)
- 7. Noche de brujas (guion de Jesús de Cos) (Pulgarcito 18-24, 1986)
- 8. Los siete inversores (Pulgarcito 1-6, 1987)

A estas ocho historietas hay que sumarle una más que solo se publicó en Alemania, realizada por un equipo completamente ajeno a Bruguera y con grandes deficiencias en los dibujos.
Por otro lado, también hubo algún crossover de Sacarino con Mortadelo y Filemón. Estos sí están dibujados por Ibáñez, y se nota mayor calidad en el guion con respecto a los otros Sacarinos.
- Testigo de cargo
- El 35 aniversario (pequeño cameo)

### En otros países
La serie ha sido editada también en otros países, siendo de resaltar que en Alemania fue conocido como "Tom Tiger", mientras que en los países nórdicos lo fue como "Timo Tiikeri".

## Recepción
El crítico Salvador Vázquez de Parga afirma que supuso un cambio en la historieta oficinesca al permitir al presidente destituir al director.

## Adaptaciones a otros medios
Se adaptó la historieta Testigo de cargo en una capítulo homónimo de la serie de televisión basada en Mortadelo y Filemón, el encargado de darle voz al personaje fue Jordi Pons.
En vista del éxito de la serie Manos a la obra, que algunos ven inspirada en Pepe Gotera y Otilio, se hizo una serie de televisión basada en el personaje emitida en La Primera entre 2000 y 2001, con Jorge Roelas interpretando a Sacarino, y que contaba con la participación de la cantante Olvido Gara (Alaska) y el veterano José Luis López Vázquez. De esta forma fue el primer personaje de Ibáñez en pasar a versión de carne y hueso, a quien entusiasmó el proyecto y participó interpretándose a sí mismo en un episodio. Sin embargo, esta serie tuvo muy poco éxito y fue retirada al poco tiempo de comenzar su emisión sin ni siquiera terminar de emitir todos los episodios grabados, debido a los malos resultados de audiencia.
- El botones Sacarino, 2000, serie de TV.